# Elementy z listy reprezentatywnej niematerialnego dziedzictwa kulturowego w Azji i na Pacyfiku
Poniżej przedstawiono wykaz elementów z listy reprezentatywnej niematerialnego dziedzictwa kulturowego UNESCO w Azji i na Pacyfiku. Listę uporządkowano w kolejności alfabetycznej według krajów (stan na rok 2020).

## Afganistan(1)
|  | Święto Novruz (Nowrouz, Nooruz, Navruz, Nauroz, Nevruz) – święto Nowego Roku i nadejścia wiosny – wpis wraz z Azerbejdżanem, Indiami, Iranem, Kazachstanem, Kirgistanem, Pakistanem, Tadżykistanem, Turcją, Turkmenistanem i Uzbekistanem | 2016 |

## Armenia(8)
|  | Muzyka na duduk                                                             | 2005/2008 |
|  | Ormiańska sztuka kamiennych krzyży – symbolizm i kunszt chaczkarów          | 2010      |
|  | Recytacja ormiańskiego eposu „Dawid z Sasunu”                               | 2012      |
|  | Tradycyjny chleb ormiański lawasz – sposób przygotowania, forma i znaczenie | 2014      |
|  | Kochari – tradycyjny taniec grupowy                                         | 2017      |
|  | Sztuka armeńskich liter i jej kulturowe przejawy                            | 2019      |
|  | Pielgrzymka do klasztoru św. Judy Tadeusza Apostoła – wpis wraz z Iranem    | 2020      |
|  | Tradycja kowalstwa w Giumri                                                 | 2023      |

## Azerbejdżan(13)
|  | Azerbejdżański mugam | 2003/2008 |
|  | Święto Novruz (Nowrouz, Nooruz, Navruz, Nauroz, Nevruz) – święto Nowego Roku i nadejścia wiosny – wpis wraz z Afganistanem, Indiami, Iranem, Kazachstanem, Kirgistanem, Pakistanem, Tadżykistanem, Turcją, Turkmenistanem i Uzbekistanem | 2009      |
|  | Sztuka azerskich aszyków | 2009      |
|  | Tradycyjna azerska sztuka tkania dywanów | 2010      |
|  | Tar – rzemiosło i sztuka związana z tym instrumentem muzycznym | 2012      |
|  | Tradycyjna sztuka i symbolika Kelaghai, wyrób i zwyczaj noszenia przez kobiety jedwabnych szalów | 2014      |
|  | Wyrób miedzianych naczyń w Lahıc | 2015      |
|  | Kultura pieczenia i dzielenia się chlebem: lawaszem, katyrmą, jupką, jufką – wpis wraz z Iranem, Kazachstanem, Kirgistanem i Turcją | 2016      |
|  | Sztuka wytwarzania i gry na kemancze – wpis wraz z Iranem | 2017      |
|  | Dolma – przygotowywanie i dzielenie się tradycją, wyznacznik tożsamości kulturowej – wpis wraz z Iranem | 2017      |
|  | Dziedzictwo Dədə Qorqud – kultura epiki, bajek i muzyki – wpis wraz z Kazachstanem i Turcją | 2018      |
|  | Sztuka miniatury – wpis wraz z Iranem, Turcją i Uzbeskistanem | 2020      |
|  | Nar Bayrami, tradycyjne święto i kultura granatu | 2020      |

## Bangladesz(4)
|  | Pieśni Baulów                                      | 2005/2008 |
|  | Tradycyjna sztuka tkactwa Jamdani                  | 2013      |
|  | Procesja Mangal Szobhajatra w dniu Pohela Boishakh | 2016      |
|  | Tradycyjna sztuka tkactwa Shital Pati w Srihotto   | 2017      |

## Bhutan(1)
|  | Drametse Ngachan: Taniec masek z bębnami | 2005/2008 |

## Chiny(34)
|  | Opera Kunqu | 2001/2008 |
|  | Sztuka muzyki guqin | 2003/2008 |
|  | Sztuka Ujgur Muqam w regionie Xinjiang | 2005/2008 |
|  | Urtyn duu tradycyjna długa pieśń – wpis wraz z Mongolią | 2005/2008 |
|  | Sztuka chińskich pieczęci | 2009      |
|  | Technika druku chińskich drzeworytów | 2009      |
|  | Chińska kaligrafia | 2009      |
|  | Chińskie wycinanki z papieru | 2009      |
|  | Tradycyjne chińskie mistrzostwo architektury drewnianej | 2009      |
|  | Sztuka produkcji tkaniny brokatowej z Nankinu | 2009      |
|  | Święto Smoczych Łodzi | 2009      |
|  | Epopeja o Królu Gesarze | 2009      |
|  | Wielka Pieśń ludu Dong | 2009      |
|  | Taniec koreańskich rolników | 2009      |
|  | Tradycja muzyczna Hua’er | 2009      |
|  | Epos Manas | 2009      |
|  | Wierzenia i zwyczaje związane z boginią Mazu | 2009      |
|  | Chöömej – mongolski śpiew gardłowy | 2009      |
|  | Tradycja muzyczna Nanyin | 2009      |
|  | Sztuka Regongu | 2009      |
|  | Hodowla jedwabników i produkcja jedwabiu | 2009      |
|  | Opera tybetańska | 2009      |
|  | Technologia wypalania ceramiki z Longquan | 2009      |
|  | Tradycja produkcji papieru Xuan | 2009      |
|  | Tradycja muzyczna z Xi’an | 2009      |
|  | Opera kantońska | 2009      |
|  | Akupunktura i termopunktura w tradycyjnej medycynie chińskiej | 2010      |
|  | Opera pekińska | 2010      |
|  | Chiński teatr cieni | 2011      |
|  | Tradycje związane z abakusem | 2013      |
|  | 24 okresy słoneczne, znajomość czasu w Chinach i praktyki wypracowane podczas obserwacji rocznego ruchu słońca                                                       | 2016      |
|  | Kąpiele medyczne lum w medycenie tybetańskiej, wiedza i praktyki związane z życiem, zdrowiem, zapobieganiem i leczenien chorób u Tybetańczyków w Chinach             | 2018      |
|  | Ceremonia Ong Chun/Wangchuan/Wangkang, rytuały i powiązane praktyki mające na celu utrzymanie trwałego połączenia między człowiekiem a oceanem – wpis wraz z Malezją | 2020      |
|  | Taijiquan | 2020      |

## Filipiny(3)
|  | Śpiewy Hudhud Ifugao                                            | 2001/2008 |
|  | Epos Darangen ludu Maranao w regionie Jeziora Lanao             | 2005/2008 |
|  | Rytuały i gry tugging – wpis wraz z Kambodżą, Koreą i Wietnamem | 2015      |

## Gruzja(4)
|  | Gruziński śpiew polifoniczny                             | 2001/2008 |
|  | Tradycyjna gruzińska metoda produkcji wina w kwewri      | 2013      |
|  | Żywa kultura trzech systemów pisma gruzińskiego alfabetu | 2016      |
|  | Czidaoba – zapasy w Gruzji                               | 2018      |

## Indie(13)
|  | Kudijattam: teatr sanskrytu | 2001/2008 |
|  | Tradycja recytacji wedyjskiej | 2003/2008 |
|  | Ramlila: Tradycyjny spektakl Ramajana | 2005/2008 |
|  | Święto Novruz (Nowrouz, Nooruz, Navruz, Nauroz, Nevruz) – święto Nowego Roku i nadejścia wiosny – wpis wraz z Azerbejdżanem, Iranem, Kirgistanem, Uzbekistanem, Pakistanem i Turcją | 2009      |
|  | Ramman – festiwal religijny i rytualny teatr z Uttarakhand | 2009      |
|  | Taniec Ćhau | 2010      |
|  | Śpiew i tańce ludowe społeczności Kalbelia w Radżastanie | 2010      |
|  | Mudiyettu – teatr obrzędowy i dramat taneczny z regionu Kerala | 2010      |
|  | Śpiew buddyjski w Ladakh – recytacja świętych tekstów buddyjskich | 2012      |
|  | Śpiew rytualny Sankirtan | 2013      |
|  | Tradycyjny wyrób mosiężnych i miedzianych naczyń przez ludność Thatheras w Jandiala Guru (Pendżab)                                                                                  | 2014      |
|  | Joga | 2016      |
|  | Kumbhamela | 2017      |

## Indonezja(9)
|  | Teatr lalek Wayang                                         | 2003/2008 |
|  | Indonezyjski Kris                                          | 2005/2008 |
|  | Indonezyjski batik                                         | 2009      |
|  | Indonezyjski angklung – instrument muzyczny                | 2010      |
|  | Trzy gatunki tradycyjnego tańca na Bali                    | 2015      |
|  | Pinisi – sztuka budowania statków na Celebesie Południowym | 2017      |
|  | Tradycja pencak silat                                      | 2019      |
|  | Pantun – wpis wraz z Malezją                               | 2020      |
|  | Gamelan                                                    | 2021      |

## Japonia(26)
|  | Teatr Nōgaku | 2001/2008 |
|  | Teatr lalek ningyō jōruri bunraku                                                                                | 2003/2008 |
|  | Teatr Kabuki | 2005/2008 |
|  | Taniec Akiu no Taue Odori                                                                                        | 2009      |
|  | Chakkirako | 2009      |
|  | Rytuał Daimokutate                                                                                               | 2009      |
|  | Dainichidō Bugaku – taniec rytualny                                                                              | 2009      |
|  | Gagaku – styl klasycznej muzyki dworskiej                                                                        | 2009      |
|  | Hayachine Kagura                                                                                                 | 2009      |
|  | Hitachi Furyumono                                                                                                | 2009      |
|  | Koshikijima no Toshidon                                                                                          | 2009      |
|  | Ojiya-chijimi, Echigo-jōfu – tradycyjne techniki wytwarzania tkanin ramia w regionie Uonuma                      | 2009      |
|  | Rytuał Oku-noto no Aenokoto                                                                                      | 2009      |
|  | Sekishū-Banshi – tradycja wyrobu papieru w regionie Iwami                                                        | 2009      |
|  | Tradycyjne tańce Ajnów                                                                                           | 2009      |
|  | Yamahoko – procesja platform podczas Festiwalu Gion w Kioto                                                      | 2009      |
|  | Kumiodori – tradycyjny teatr muzyczny na wyspie Okinawa                                                          | 2010      |
|  | Yūki-tsumugi – technika tkania jedwabnych tkanin                                                                 | 2010      |
|  | Mibu no Hana Taue – rytuał przesadzania ryżu w Mibu w Hiroszimie                                                 | 2011      |
|  | Sada Shin Nō – święty taniec w świątyni Sady w prowincji Shimane                                                 | 2011      |
|  | Nachi no Dengaku – religijne widowisko sceniczne wykonywane podczas Święta Ognia Nachi                           | 2011      |
|  | Washoku – tradycje kulinarne związane z obchodami Nowego Roku                                                    | 2013      |
|  | Washi – ręczny wyrób papieru tradycyjną metodą japońską                                                          | 2014      |
|  | Jama, Hoko, Jatai – parady w Japonii                                                                             | 2016      |
|  | Raiho-szin – rytualne odwiedziny bóstw w maskach i kostiumach                                                    | 2018      |
|  | Tradycyjne umiejętności, techniki i wiedza w zakresie konserwacji i zachowania architektury drewnianej w Japonii | 2020      |

## Kambodża(3)
|  | Balet Królewski Kambodży                                          | 2003/2008 |
|  | Sbek Thom – teatr cieni Khmerów                                   | 2005/2008 |
|  | Rytuały i gry tugging – wpis wraz z Filipinami, Koreą i Wietnamem | 2015      |

## Kazachstan(9)
|  | Tradycyjna sztuka kazachska dombra kui | 2014 |
|  | Wiedza i umiejętności związane ze stawianiem jurt kirgiskich i kazachskich – wpis wraz z Kirgistanem | 2014 |
|  | Ajtys – sztuka improwizacji – wpis wraz z Kirgistanem | 2015 |
|  | Kultura pieczenia i dzielenia się chlebem: lawaszem, katyrmą, jupką, jufką – wpis wraz z Azerbejdżanem, Iranem, Kirgistanem i Turcją | 2016 |
|  | Kuresi w Kazachstanie | 2016 |
|  | Święto Novruz (Nowrouz, Nooruz, Navruz, Nauroz, Nevruz) – święto Nowego Roku i nadejścia wiosny – wpis wraz z Afganistanem, Azerbejdżanem, Indiami, Iranem, Kirgistanem, Pakistanem, Tadżykistanem, Turcją, Turkmenistanem i Uzbekistanem | 2016 |
|  | Kazachska tradycyjna gra asyk | 2017 |
|  | Dziedzictwo Dədə Qorqud – kultura epiki, bajek i muzyki – wpis wraz z Azerbejdżanem i Turcją | 2018 |
|  | Trydycyjne rytuały wiosenne kazachskich hodowców koni | 2018 |
|  | Tradycyjna gra strategiczna: Togyzqumalaq, Toguz korgool, Mankala/Göçürme – wpis wraz z Kirgistanem i Turcją | 2020 |

## Kirgistan(9)
|  | Sztuka akynów, kirgiskich opowiadaczy eposów | 2003/2008 |
|  | Święto Novruz (Nowrouz, Nooruz, Navruz, Nauroz, Nevruz) – święto Nowego Roku i nadejścia wiosny – wpis wraz z wpis wraz z Afganistanem, Azerbejdżanem, Indiami, Iranem, Kazachstanem, Pakistanem, Tadżykistanem, Turcją, Turkmenistanem i Uzbekistanem | 2009      |
|  | Trylogia kirgiska: Manas, Semetej i Sejtek | 2013      |
|  | Wiedza i umiejętności związane ze stawianiem jurt kirgiskich i kazachskich – wpis wraz z Kazachstanem | 2014      |
|  | Ajtys – sztuka improwizacji – wpis wraz z Kazachstanem | 2015      |
|  | Kultura pieczenia i dzielenia się chlebem: lawaszem, katyrmą, jupką, jufką – wpis wraz z Azerbejdżanem, Iranem, Kazachstanem i Turcją | 2016      |
|  | Kok boru – tradycyjna gra konno | 2017      |
|  | Ak-kalpak – rzemiosło, tradycyjna wiedza i umiejętności wytwarzania i noszenia tradycjynego kirgiskiego męskiego nakrycia głowy | 2019      |
|  | Tradycyjna gra strategiczna: Togyzqumalaq, Toguz korgool, Mankala/Göçürme – wpis wraz z Kazachstanem i Turcją | 2020      |

## Korea Południowa(21)
|  | Królewski rodowy obrzęd i muzyka rytualna w świątyni Jongmyo | 2003/2008 |
|  | Epickie pieśni pansori | 2003/2008 |
|  | Festiwal „Gangneung Danoje” | 2005/2008 |
|  | Taniec z maskami „Cheoyongmu” | 2009      |
|  | Rytualny taniec Ganggangsullae | 2009      |
|  | Rytuał Chilmeoridang Yeongdeunggut | 2009      |
|  | Namsadang Nori | 2009      |
|  | Yeongsanjae | 2009      |
|  | Daemokjang – tradycyjna architektura drewniana | 2010      |
|  | Gagok – pieśni liryczne z akompaniamentem orkiestry | 2010      |
|  | Jultagi – chodzenie po linie | 2011      |
|  | Taekkyeon – koreańska sztuka walki | 2011      |
|  | Tkactwo Mosi (z włókien ramii) w regionie Hansan | 2011      |
|  | Arirang – liryczna pieśń ludowa | 2012      |
|  | Sokolnictwo – wpis wraz z Arabią Saudyjską, Austrią, Belgią, Czechami, Francją, Hiszpanią, Katarem, Maroko, Mongolią, Niemcami, Portugalią, Syrią, Węgrami i Zjednoczonymi Emiratami Arabskimi | 2012      |
|  | Kimjang – tradycyjny proces przyrządzania potrawy kimchi | 2013      |
|  | Nongak – wspólnotowe grupy muzyczne, taneczne i rytualne | 2014      |
|  | Rytuały i gry tugging – wpis wraz z Filipinami, Kambodżą i Wietnamem | 2015      |
|  | Kultura Haenyeo (kobiet nurków) w Czedżu | 2016      |
|  | Tradycjyne zapasy koreańskie – ssireum | 2018      |
|  | Yeondeunghoe, festwial lampionów w Republice Korei | 2020      |

## Korea Północna(2)
|  | Arirang – pieśń ludowa                         | 2014 |
|  | Tradycyjny sposób przyrządzania potrawy kimchi | 2015 |

## Malezja(4)
|  | Teatr Mak yong | 2005/2008 |
|  | Dondang Sayang | 2018      |
|  | Silat | 2019      |
|  | Ceremonia Ong Chun/Wangchuan/Wangkang, rytuały i powiązane praktyki mające na celu utrzymanie trwałego połączenia między człowiekiem a oceanem – wpis wraz z Chinami | 2020      |
|  | Pantun – wpis wraz z Indonezją | 2020      |

## Mongolia(8)
|  | Tradycyjna muzyka morin chuur | 2003/2008 |
|  | Urtyn duu: tradycyjna długa pieśń – wpis wraz z Chinami | 2005/2008 |
|  | Mongolska tradycyjna sztuka śpiewu alikwotowego Chöömej | 2010      |
|  | Naadam – tradycyjny festiwal mongolski | 2010      |
|  | Sokolnictwo – wpis wraz z Arabią Saudyjską, Austrią, Belgią, Czechami, Hiszpanią, Katarem, Koreą, Maroko, Niemcami, Portugalią, Syrią, Węgrami i Zjednoczonymi Emiratami Arabskimi | 2012      |
|  | Tradycyjne rzemiosło wyrabiania jurt i zwyczaje z nim związane | 2013      |
|  | Mongolska gra w kości | 2014      |
|  | Tradycyjne techniki produkcji ajragu w khokhuurze i związane z tym zwyczaje | 2019      |

## Laos(1)
|  | Khaen – muzyka Laotańczyków | 2017 |

## Pakistan(1)
|  | Święto Novruz (Nowrouz, Nooruz, Navruz, Nauroz, Nevruz) – święto Nowego Roku i nadejścia wiosny – wpis wraz z Afganistanem, Azerbejdżanem, Indiami, Iranem, Kazachstanem, Kirgistanem, Tadżykistanem, Turcją i Uzbekistanem | 2009 |

## Samoa(1)
|  | „Le Samoa”, delikatna mata i jej wartość | 2019 |

## Singapur(1)
|  | Kultura Hawker w Singapurze, lokalne jedzenie i praktyki kulinarne w wielokulturowym kontekście miejskim | 2020 |

## Sri Lanka(1)
|  | Rūkada Nātya – tradycyjny śpiewany dramat lalkowy na Sri Lance | 2018 |

## Tadżykistan(3)
|  | Muzyka Szaszmakom – wpis wraz z Uzbekistanem | 2003 |
|  | Święto Novruz (Nowrouz, Nooruz, Navruz, Nauroz, Nevruz) – święto Nowego Roku i nadejścia wiosny – wpis wraz z Afganistanem, Azerbejdżanem, Indiami, Iranem, Kazachstanem, Kirgistanem, Pakistanem, Turcją i Uzbekistanem | 2016 |
|  | Oszi pilaw tradycyjna potrawa i jej społeczny i kulturalny kontekst w Tadżykistanie | 2016 |
|  | Czakan, sztuka haftu w Republice Tadżykistanu | 2018 |

## Tajlandia(2)
| c | Khon – dramatyczny taniec w maskach w Tajlandii | 2018 |
|   | Nuad Thai – tradycyjny masaż tajski             | 2019 |

## Turcja(19)
|  | Sztuka Meddah – publiczni opowiadacze historii | 2003/2008 |
|  | Ceremonia Mewlewi Sema – Taniec Derwiszów | 2005/2008 |
|  | Tradycja bardowska Âşıklık | 2009      |
|  | Teatr cieni Karagöz | 2009      |
|  | Święto Novruz (Nowrouz, Nooruz, Navruz, Nauroz, Nevruz) – święto Nowego Roku i nadejścia wiosny – wpis wraz z wpis wraz z Afganistanem, Azerbejdżanem, Indiami, Iranem, Kazchstanem, Kirgistanem, Pakistanem, Tadżykistanem i Uzbekistanem | 2009      |
|  | Kırkpınar – festiwal zapasów w oliwie | 2010      |
|  | Semah – rytuał wyznawców Alevi-Bektaşi (alewizmu-bektaszyzmu) | 2010      |
|  | Tradycyjne spotkania dyskusyjne Sohbet | 2010      |
|  | Świąteczna potrawa „Keşkek” | 2011      |
|  | Święto Mesir Macunu | 2011      |
|  | Tradycja parzenia i picia kawy w Turcji | 2013      |
|  | Ebru – sztuka marmurkowania | 2014      |
|  | Kultura pieczenia i dzielenia się chlebem: lawaszem, katyrmą, jupką, jufką – wpis wraz z Azerbejdżanem, Iranem, Kazachstanem i Kirgistanem                                                                                                 | 2016      |
|  | Tradycyjne rzemiosło wyrobu naczyń ceramicznych Çini | 2016      |
|  | Hıdırellez – święto wiosny – wpis wraz z Macedonią | 2017      |
|  | Dziedzictwo Dədə Qorqud – kultura epiki, bajek i muzyki – wpis wraz z Azerbejdżanem i Kazachstanem | 2018      |
|  | Tradycyjne łucznictwo tureckie | 2019      |
|  | Sztuka miniatury – wpis wraz z Azerbejdżanem, Iranem i Uzbeskistanem | 2020      |
|  | Tradycyjna gra strategiczna: Togyzqumalaq, Toguz korgool, Mankala/Göçürme – wpis wraz z Kazachstanem i Kirgistanem | 2020      |

## Turkmenistan(3)
|  | Epos Görogly                                               | 2015 |
|  | Küştdepdi – obrzęd z tańcami i śpiewem                     | 2017 |
|  | Tradycyjna turkmeńska produkcja kobierców w Turkmenistanie | 2019 |

## Uzbekistan(8)
|  | Muzyka Szaszmakom – wpis wraz z Tadżykistanem | 2003/2008 |
|  | Przestrzeń kulturowa regionu Bojsun | 2003/2008 |
|  | Tradycja muzyczna Katta Ashula | 2009      |
|  | Święto Novruz (Nowrouz, Nooruz, Navruz, Nauroz, Nevruz) – święto Nowego Roku i nadejścia wiosny – wpis wraz z wpis wraz z Afganistanem, Azerbejdżanem, Indiami, Iranem, Kazchstanem, Kirgistanem, Pakistanem, Tadżykistanem i Turcją | 2009      |
|  | Askiya – sztuka żartów | 2014      |
|  | Pilaw – kultura i tradycja | 2016      |
|  | Taniec Khorezm, Lazgi | 2019      |
|  | Sztuka miniatury – wpis wraz z Azerbejdżanem, Iranem i Turcją | 2020      |

## Tonga(1)
|  | Lakalaka: śpiewane oracje z układem choreograficznym | 2003/2008 |

## Vanuatu(1)
|  | Rysunki na piasku w Vanuatu | 2003/2008 |

## Wietnam(12)
|  | Wietnamska muzyka dworska Nhã nhạc                                              | 2003/2008 |
|  | Przestrzeń kulturowa gongów                                                     | 2005/2008 |
|  | Pieśni Quan họ Bắc Ninh                                                         | 2009      |
|  | Uroczystości Gióng w świątyniach Phù Dông i Sóc                                 | 2010      |
|  | Kult królów Hùng w Phú Thọ                                                      | 2011      |
|  | Muzyka i pieśni Đờn ca tài tử                                                   | 2013      |
|  | Ludowe pieśni Vi i Giăm w Nghê Tĩnh                                             | 2014      |
|  | Rytuały i gry tugging – wpis wraz z Filipinami, Kambodżą i Koreą                | 2015      |
|  | Praktyki związane z wierzeniami Wietnamczyków w Wielkie Boginie Trzech Królestw | 2016      |
|  | Sztuka Bài Chòi w środkowym Wietnamie                                           | 2017      |
|  | Tradycyjny śpiew Xoan w prowincji Prowincja Phú Thọ                             | 2017      |
|  | Praktyka „Then” by Tày, Nùng i Czarnych Tajów                                   | 2019      |